# Jaime Suárez Bastidas
Jaime León Suárez Bastidas (San Bernardo, 23 de agosto de 1931-Santiago, 28 de octubre de 1993) fue abogado, sociólogo y político socialista chileno, que se desempeñó como ministro secretario general de Gobierno y ministro de la cartera de Interior durante la presidencia de Salvador Allende (1970-1973). Posteriormente ejerció como senador de la República en representación de la 8ª Agrupación Provincial, entre mayo y septiembre de 1973.

## Biografía

### Familia y estudios
Nació el 23 de agosto de 1931 en San Bernardo, hijo de Héctor Suárez Suárez y de Rosario Bastidas Aguirre. Realizó los estudios primarios y secundarios en el Liceo de Hombres de Osorno, los superiores los efectuó en la Universidad de Concepción, donde cursó la carrera de derecho y finalmente se tituló de sociólogo en la Universidad de Chile, en 1956. Casado con Lilia Indart Vargas, el matrimonio tuvo dos hijos: Cecilia, dirigente socialista, y Bernardo, corresponsal de la agencia EFE en Moscú.

### Vida laboral
En el ámbito profesional en 1955 fue docente en el Liceo de Talcahuano; entre 1956 y 1961 en el Liceo de Hombres y Niñas de Osorno; en el Colegio Francés de Osorno; y en el Instituto Alemán de Osorno. En 1962 se radicó en Santiago e ingresó a trabajar como profesor de sociología en la Universidad Técnica del Estado (UTE) y como investigador de la Universidad de Chile, ejerciendo hasta 1970.

## Trayectoria política
Inició sus actividades políticas durante su época escolar como presidente fundador del Centro de Alumnos del Liceo de Osorno en 1948. Ese mismo año fue vicepresidente nacional del «Congreso de Estudiantes Secundarios». En 1950 se integró al Partido Socialista de Chile (PS) y al año siguiente, asumió la dirigencia juvenil, la Juventud Socialista (JS).
Paralelamente, fue designado consejero provincial de la Central Única de Trabajadores (CUT), de Osorno. Entre 1956 y 1961 fue dirigente regional de su partido en la misma ciudad y en 1962 fue dirigente nacional hasta 1967. Ese último año fue miembro del Comité Central del partido, cargo que desempeñó hasta 1973.
En 1970 fue designado subsecretario general subrogante (s) y colaboró como representante del PS ante la alianza denominada Unidad Popular que proclamó como candidato a la presidencia a Salvador Allende. Una vez electo presidente, Allende lo nombró ministro Secretario General de Gobierno, funcionando entre el 4 de noviembre de 1970 y el 8 de agosto de 1972, para luego asumir la cartera de Interior entre el 8 de agosto y el 2 de noviembre de ese último año.
En las elecciones parlamentarias de 1973 resultó electo senador por la octava agrupación provincial de; Biobío, Malleco y Cautín, por el periodo legislativo 1973-1981. Integró las Comisiones de Constitución, Legislación y Justicia; de Educación Pública; de Minería; de Agricultura y Colonización; y de Deportes. Fue miembro del Comité parlamentario del PS.
Después del golpe de Estado del 11 de septiembre de 1973, encabezado por el general Augusto Pinochet, el Congreso Nacional fue disuelto y por ende, su periodo parlamentario interrumpido. Se fue al exilio donde permaneció por dieciséis años viviendo en países como Perú, México, la Unión Soviética, Noruega y la República Democrática Alemana. En Radio Moscú tenía el programa Cartas desde Chile, por el cual la dictadura militar lo privó de la nacionalidad chilena. Retornó a Chile en 1990 recuperando su nacionalidad y su calidad de militante socialista. Se dedicó a escribir sobre el socialismo y publicó Allende. Visión de un Militante. Falleció en Santiago el 28 de octubre de 1993.

## Historial electoral

### Elecciones parlamentarias de 1973
- Elecciones parlamentarias de 1973 a Senador por la Octava Agrupación Provincial de Bío-Bío, Malleco y Cautín Período 1973-1981 (Fuente: Dirección del Registro Electoral, 6 de marzo de 1973)

| Candidato                     | Pacto                          | Partido | Votos  | %     | Resultado |
| ----------------------------- | ------------------------------ | ------- | ------ | ----- | --------- |
| Renán Fuentealba Moena        | Confederación de la Democracia | PDC     | 37 679 | 14,10 | Senador   |
| Jorge Lavandero Illanes       | Confederación de la Democracia | PDC     | 46 376 | 17,36 | Senador   |
| Patricio Phillips Peñafiel    | Confederación de la Democracia | PN      | 42 197 | 15,79 | Senador   |
| Miguel Huerta Muñoz           | Confederación de la Democracia | PN      | 21 657 | 8,11  |           |
| Julio Durán Neumann           | Confederación de la Democracia | DR      | 17 620 | 6,59  |           |
| Jaime Suárez Bastidas         | Unidad Popular                 | PS      | 45 291 | 16,95 | Senador   |
| Ernesto Araneda Briones       | Unidad Popular                 | PC      | 35 646 | 13,34 | Senador   |
| Luis Fernando Luengo Escalona | Unidad Popular                 | PR      | 20 726 | 7,76  |           |